# Naineris kalkudaensis
Naineris kalkudaensis är en ringmaskart som först beskrevs av Silva 1965.  Naineris kalkudaensis ingår i släktet Naineris och familjen Orbiniidae. Inga underarter finns listade i Catalogue of Life.